# Гальмування (нейрофізіологія)
Гальмування — активний процес у центральній нервовій системі ЦНС, який проявляється пригніченням збудження або повним його припиненням у відповідь на подразнення. Його результатом є затримка збудження. Гальмування виникає у вигляді локального процесу і завжди пов'язане з існуванням специфічних гальмівних синапсів.

## Біологічне значення гальмування
Полягає в тому, що воно:
- дає можливість організму реагувати в кожний конкретний момент лише на ті подразники, які в даний момент мають для нього найбільше значення, а отже забезпечує пристосування організму до навколишнього середовища;
- запобігає перевтомі нервової системи;
- взаємодіючи із збудженням, дозволяє організму здійснювати координовані дії. Наприклад, під час ходьби збудження нейронів, які посилають імпульси до м'язів-згиначів, супроводжується гальмуванням нервових клітин, які проводять імпульси до м'язів-розгиначів того ж суглобу.

## Історія відкриття
Першим цей процес описав І. М. Сєченов у 1862 р. Він завдавав хімічні (накладення кристалу солі) та електричні подразнення на середній мозок (зорові горби) жаби, спостерігав при цьому швидкість її згинального рефлексу. Вимірювався час рефлексу — відсмикування задньої лапи при зануренні її в розчин сірчаної кислоти (метод Тюрка). При подразненні зорових горбів час за який жаба відсмикувала лапу збільшився. Кристалик солі, дратував зорові горби, що викликало збудження, яке спускалось до спинномозковим центрам і гальмував їхню діяльність. Цей тип гальмування називають центральним.
Завдяки цьому відкриттю доведено існування центральній нервовій системі структур і механізмів, що гальмують рефлекторну діяльність нервових центрів, розміщених нижче, і показано виняткову роль їх у координації будь-яких рефлексів.
Охоронне гальмування. У формуванні поведінкових реакцій тварин і людини поряд з умовно-рефлекторним порушенням центральної нервової системи завжди мають місце процеси умовно-рефлекторного гальмування. Розрізняють зовнішнє (безумовне) і внутрішнє (умовне) гальмування. Під терміном «охоронне гальмування» слід розуміти властивість гальмівного процесу захищати клітини від небезпечних для їх життєдіяльності та працездатності зрушень, пов'язаних з тривалим або надмірно сильним збудженням. Теорію охоронного гальмування створив і обґрунтував І. П. Павлов.